# Javier Galán
Javier "Javi" Galán Gil (ur. 19 listopada 1994 w Badajoz) – hiszpański piłkarz występujący na pozycji pomocnika w Realu Sociedad, do którego jest wypożyczony z Atlético Madryt.